# Флотаційні реагенти
Флотаційні реагенти — хімічні сполуки, які використовуються для зміни у бажаному напрямку поверхневих властивостей флотованих і нефлотованих мінералів, а також повітряних бульбашок і флотаційного середовища з метою утворення сприятливих умов для розділу мінералів процесом флотації.
Фізичним наслідком дії реагентів і продуктів їх реакцій є зміна величини енергії змочування, взаємодії подвійних електричних шарів на бульбашках і частинках, і в результаті — протягування флотованих зерен і бульбашок повітря.  

## Види реагентів
Залежно від призначення усі флотаційні реаґенти поділяють на п’ять груп: збирачі або колектори, спінювачі або піноутворювачі, активатори, депресори і регулятори середовища. Три останні групи реагентів об’єднають під загальною назвою модифікатори. 
Склад флотаційних реагентів дуже різноманітний. До їхнього числа входять органічні і неорганічні сполуки, кислоти і луги, солі різного складу, речовини добре розчинні і практично нерозчинні у воді. Асортимент реагентів, витрата, спосіб приготування робочого розчину, дозування, умови введення у пульпу, тривалість контактування з пульпою складають реагентний режим.

## Збирачі
Збирачі – речовини, що мають здатність до сорбції на межі розділу фаз «рідина (вода) – тверде (поверхня мінеральної частинки)», внаслідок чого збільшується крайовий кут змочування флотованого мінералу і його гідрофобність (набута гідрофобність). Всі збирачі залежно від структури молекули поділяють на аполярні і гетерополярні.

### Аполярні збирачі
Аполярні збирачі являють собою вуглеводні. Вони хімічно не взаємодіють з поверхнею мінералів, майже не розчиняються у воді, не дисоціюють на йони. Аполярні речовини володіють вибірковою здатністю закріплюватися на поверхні природно або штучно гідрофобних мінералів і підвищувати ступінь їх гідрофобності. Аполярні збирачі закріплюються на поверхні мінералів у молекулярній формі за рахунок сил Ван-дер-Ваальса (фізична адсорбція) та міцніших Н-зв'язків (при наявності в реаґенті та мінералі функційних груп). Ці збирачі використовуються для флотації мінералів з високою природною флотованістю – вугілля, талькових, сірчаних, графітових та інших руд, а також спільно з гетерополярними збирачами при флотації багатьох різноманітних корисних копалин. Аполярні збирачі вводять у пульпу у вигляді водних емульсій. До цієї групі флотаційних реаґентів належать різні вуглеводні масла, що одержують при переробці нафтопродуктів та вугільних смол (гас, трансформаторна, солярова та інші оливи, мазут, природна нафта низької густини, реаґенти ААР-1, ААР-2 – аполярні ароматизовані реаґенти, дизельне паливо, пічне паливо та ін.).

### Гетерополярні збирачі
Гетерополярні збирачі розділяються на аніон-активні і катіон-активні залежно від знака заряду адсорбційно-активної частки моле-кули збирача. Залежно від розчинності  у воді гетерополярні збирачі можуть бути йоногенні і нейоногенні.

### Аніон-активні гетерополярні збирачі
Аніон-активні гетерополярні збирачі діляться на оксигідрильні і сульфгідрильні. До оксигідрильних збирачів відносять жирні кислоти та їх солі (мила), алкілсульфати, алкіл- і арилсульфонати. До сульф-гідрильних збирачів належать ксантогенати, меркаптани, дитіофосфати та ін. 
До групи жирних кислот входять такі реаґенти: олеїнова кислота, олеат натрію, сульфатне мило, талова олія, окиснені нафтопродукти та ін. Активною частиною цих реаґентів є вищі карбонові кислоти зі спільною формулою R – COOH і їх солі R – COOMe, де R – вуглеводневий радикал з числом атомів вуглецю від 12 до 18 (С12 – С18). Жирні кислоти погано розчиняються у воді, а їх мила – добре з утворенням аніона R – COO – . Жирні кислоти подають у процес у вигляді водних емульсій, а їх мила – у вигляді водних розчинів. Реаґенти цієї групи характеризуються низькою вибірковістю, тому вони можуть флотувати всі окиснені мінерали. У практиці збагачення корисних копалин ці реаґенти використовують при флотації полярних мінералів, які мають у складі кристалічних ґраток катіони кальцію, стронцію, барію, а також при флотації окиснених мінералів кольорових і чорних металів – карбонатів, сульфатів та оксидів. 
Алкілсульфати, алкіл- і арилсульфонати являють собою сульфо-кислоти і їх солі – похідні сірчаної кислоти і вуглеводних сполук. У полярній групі молекули вони містять сірчанокислий залишок SO3. У молекулах алкілсульфатів атом сірки кислотного залишку зв’язаний з атомом вуглецю безпосередньо R – SO3Me, у сульфонатах через кисневий місточок R – O – SO3Me. Алкілсульфати, алкіл- і арилсульфонати добре розчиняються у воді, практично повністю дисоціюють на йони, стійкі до гідролізу. Вони використовуються переважно у суміші з іншими аніонними, катіонними і аполярними збирачами при флотації залізних, берилієвих, хромових, марганцевих та інших окиснених кальційвмісних мінералів і розчинних солей.
Ксантогенати є найпоширенішими збирачами при флотації руд кольорових металів. Це калієві або натрієві солі ксантогенових кислот, що мають спільну формулу RO – C – S2 Me. Залежно від будо-ви радикала R ксантогенати поділяються на метилові, етилові, пропі-лові і т.д.
Меркаптани у хімічному відношенні є спиртами або фенолами, але в молекулах цих спиртів або фенолів гідроксильна група ОН замінена сульфгідрильною SH, спільна формула меркаптанів R – SH або R – SMe. Назва меркаптану залежить від назви радикалу R, що входить до складу його молекули: етилмеркаптан, фенілмеркаптан і т.д. Меркаптани погано розчиняються у воді, мають дуже сильний і неприємний запах, тому використовуються рідко.
Дитіофосфати відомі під назвою аерофлоти. Вони є похідними дитіофосфорної кислоти і представлені діарил- і діалкілдитіофосфорними кислотами і їх солями. 
Водень у полярній групі може замінятися калієм, натрієм або групою NH4. Залежно від цього аерофлот називається калієвим, содовим або амонієвим, етиловим або фенольним. Аерофлоти бувають рідкими і твердими, з рідких найбільше поширення одержав крезиловий аерофлот, а з твердих – содовий. Аерофлоти використовують для флотації сульфідних мінералів. 
Катіон-активні збирачі є похідні від аміаку, у якому атоми водню всі або частково замінені вуглеводневими радикалами. Залежно від числа замінених атомів водню аміни діляться на:(первинні,вторинні,третинні і четвертинні)
Як збирачі звичайно використовуються первинні аліфатичні аміни (АНП і ІМ-11), вони мають погану розчинність у воді, на поверхні мінералів закріплюються слабко і можуть бути легко десорбовані. Катіонні збирачі використовують при флотації силікатів, алюмосилікатів і оксидів, для яких аніонні збирачі недостатньо ефективні.

## Спінювачі
Типові спінювачі, які використовуються при флотації, – органічні поверхнево-активні речовини, які мають властивість адсорбуватися на поверхні рідина-газ і сприяють збільшенню дисперсності бульбашок газу і підвищення стійкості піни. 
Спінювачі мають також збиральні властивості. Молекули С. мають гетерополярну будову, тобто містять аполярну (гідрофобну) і полярну (гідрофільну) групи атомів. Аполярна група містить один або декілька аліфатичних чи циклічних вуглеводневих радикалів. Полярною групою С. може бути гідроксил (-ОН), карбоксил (-СООН), карбоніл (-СО), аміногрупа (-NH2), сульфогрупа (-SO3Н). Залежно від характеру впливу водневого показника (рН) розрізняють основні, кислі і нейтральні С. 
Основні С. мають максимальну піноутворювальну здатність у лужному середовищі. Практичне використання при флотації руд кольорових металів має важкий піридин. Піноутворююча здатність кислих С. знижується з підвищенням лужності розчину. До них належать фенольні реаґенти (крезол, ксиленол, фенолвмісні деревні олії тощо), а також алкіларилсульфонати (детергенти, азоляти). Найбільшу групу складають нейтральні С., які підрозділяються на ароматичні і аліциклічні спирти (терпінеолвмісні речовини, циклогексанол, диметилфенілкарбінол), аліфатичні спирти (напр., третинний гексиловий спирт) і нейтральні реаґенти, які містять речовини з ефірними зв’язками. 
С. здатні навіть у невеликих дозах викликати різку зміну міжфазового натягу в газорідинних системах і адсорбуватися на поверхні розділу газ-рідина, широко використовують для спінювання і емульгування у пінних системах, а також у зворотних процесах – для піногасіння і деемульсації технологічних потоків. ПАР-спінювачі у залежності від їх хімічної природи по-різному проявляють себе як піноутворювачі. Встановлено, що піноутворювальна здатність зростає, як правило, із збільшенням довжини вуглеводневого радикалу молекул аніоноактивних ПАР і молекулярної маси йоногенних ПАР. Аналогічні властивості проявляють катіоноактивні і амфотерні ПАР, хоч вони вивчені в меншій мірі. 

## Модифікатори
Модифікатори (активатори, депресори і регулятори середови-ща) – флотаційні реаґенти, що використовуються для регулювання взаємодії збирача з мінералами з метою збільшення або зменшення гідрофобізації їх поверхні.
Використання модифікаторів дозволяє збільшити селективність дії збирача на мінерали і таким чином забезпечує їх чітке розділення при флотації. При введенні у пульпу модифікатора збирач гідрофобізує одні мінерали і не впливає на інші. 
Як модифікатори використовуються різні за складом, структурою і властивостями хімічні сполуки – солі, кислоти, луги, електроліти, органічні і неорганічні речовини. Модифікатори взаємодіють з мінералами, збирачами і йонами, що присутні у пульпі, при цьому характер взаємодії може бути таким:
- модифікатори діють безпосередньо на поверхні мінералу і змінюють її хімічний склад. При використанні активатора досягається посилення взаємодії збирача з мінералом, при використанні депресора – припинення;
- модифікатори можуть витискувати збирач, що закріпився на поверхні мінералу, і таким чином припиняти його флотацію;
- модифікатори спроможні змінювати флотованість мінералів незалежно від їх взаємодії зі збирачем. Сорбція йонів або молекул модифікатора вільними від збирача ділянками поверхні мінералу змінює гідратацію цієї поверхні. Зниження гідратації приводить до підвищення гідрофобності мінеральної поверхні і посилення дії збирача. Підвищення гідратації приводить до протилежного результату;
- деякі модифікатори можуть у широкому діапазоні змінювати лужність середовища, у якому здійснюється взаємодія збирача з мінералом, і таким чином здійснювати вплив на флотацію.

В сучасній практиці флотації використовують:
- активатори: мідний купорос CuSO4 •5Н2О (активація сфалериту), сульфід натрію Na2S (активація окиснених мінералів руд кольорових металів), сірчана кислота H2SO4 (активація піриту), луги (активація силікатів) і ін.;
- депресори: ціанід натрію NaCN (депресія сфалериту, піриту, сульфідів міді), біхромат калію K2CrO7 (депресія сульфідів свинцю), силікат натрію Na2SiO3 (депресія кварцу і інших породних мінералів), негашене вапно СаО (депресія піриту), сульфід натрію Na2S (депресія сульфідних мінералів) і ін.

## Регулятори середовища
Див. також Реагенти-регулятори середовища
Регулятори середовища: луги і кислоти (вапно СаО, їдкий натр NaOH, сода Na2CO3, сірчана кислота H2SO4 і ін.) змінюють рН середовища і таким чином впливають на процес флотації.
Фізичним наслідком дії реагентів і продуктів їх реакцій є зміна величини енергії змочування, взаємодії подвійних електричних шарів на бульбашках і частинках, і в результаті — протягування флотованих зерен і бульбашок повітря.  
Склад флотаційних реагентів дуже різноманітний. До їхнього числа входять органічні і неорганічні сполуки, кислоти і луги, солі різного складу, речовини добре розчинні і практично нерозчинні у воді. Асортимент реагентів, витрата, спосіб приготування робочого розчину, дозування, умови введення у пульпу, тривалість контактування з пульпою складають реагентний режим.

## Основними критеріями техніко-економічної оцінки флотореагентів
Основними критеріями техніко-економічної оцінки флотореагентів є:
- селективність дії реагенту на розділювані мінерали;
- ефективність дії у відношенні до повноти вилучення у концентрат цінних мінералів і повноти видалення у відходи породних мінералів і шкідливих домішок;
- можливість дії реагенту у відношенні до частинок верхньої і нижньої межі крупності;
- витрата і вартість реагенту;
- токсичність реагенту, наявність неприємного запаху, труднощі або дорожнеча очищення стічних вод і т. ін.;
- наявність або відсутність умов ускладнюючих використання реагенту — труднощі приготування робочих розчинів, очищення води, необхідність підігріву, регулювання рН пульпи і т. ін.;
- стійкість і оборотність дії реагенту, збереження його властивостей у різних умовах, а також можливість видалення з міжфазної поверхні при переході до інших операцій схеми, де застосовуються інші реагенти.